# La mujer de tu vida
La mujer de tu vida va ser una sèrie de televisió d'Espanya, emesa per La 1 de TVE en 1990. Va comptar amb dues temporades. La primera emesa entre el 9 de febrer i el 23 de març de 1990 i la segona entre el 6 d'octubre i el 10 de novembre de 1994.

## Argument
Cada episodi és independent dels altres, amb la seva pròpia història resolta, diferents personatges, actors i director. L'únic nexe argumental és que cada capítol gira al voltant d'una dona urbana. i peculiar - diferent cada vegada - de la que s'enamora un home, amb diferent fortuna.

## Història
Idea original d'Emilio Martínez Lázaro, a la que s'afegiren Óscar Ladoire i Fernando Trueba. Es van redactar els primers guions en 1982, però la sèrie no va començar a gravar-se fins a sis anys després.

## Dades tècniques
Dirigida en format cinematogràfic, en cintes de 35 mil·límetres.

## Crítiques
Chapete de ABC va escriure després de la primera temporada "irregular serial del qual millor només recordar, com amb les dones, la primera i l'última".

## Llista d'episodis
| # total | # temp. | Títol                    | Director                 | Guió                                     | Repartiment |
| ------- | ------- | ------------------------ | ------------------------ | ---------------------------------------- | --- |
| 1       | 1       | «La mujer feliz»         | José Miguel Ganga        | José Miguel Ganga                        | Carmen Maura, Antonio Banderas, Juan Luis Galiardo, Mario Gas, Imanol Arias, Diana Peñalver, Cristina Marcos                      |
| 2       | 2       | «La mujer lunática»      | Emilio Martínez Lázaro   | Emilio Martínez Lázaro                   | Victoria Abril, Santiago Ramos, María Luisa Ponte, Juanjo Menéndez, Carmen Conesa, Pedro Reyes, Nancho Novo                       |
| 3       | 3       | «La mujer oriental»      | Miguel Hermoso           | Miguel Hermoso i Fernando Trueba         | Yumi Fujimori, Chema Muñoz, José Coronado, Mapi Galán, Eva León, Bertín Osborne                                                   |
| 4       | 4       | «La mujer infiel»        | José Luis García Sánchez | José Luis García Sánchez i Rafael Azcona | Sara Sanders, Juan Echanove, Kiti Manver, Guillermo Montesinos, Asunción Balaguer, Luis Ciges, Antonio Gamero                     |
| 5       | 5       | «La mujer perdida»       | Ricardo Franco           | Ricardo Franco i Luis Ariño              | Marisa Teigell, Jesús Bonilla, Fernando Fernán Gómez, Enrique San Francisco                                                       |
| 6       | 6       | «La mujer fría»          | Gonzalo Suárez           | Gonzalo Suárez i Fernando Trueba         | Ana Obregón, El Gran Wyoming, Ricard Borràs, Clara Sanchís, Alfonso Vallejo                                                       |
| 7       | 7       | «La mujer inesperada»    | Fernando Trueba          | Fernando Trueba                          | María Barranco, Antonio Resines, Miguel Rellán, Chus Lampreave                                                                    |
| 8       | 1       | «La mujer cualquiera»    | José Luis García Sánchez | Rafael Azcona, José Luis García Sánchez  | María Barranco, Francisco Rabal, Juan Echanove, Antonio Gamero, María Galiana                                                     |
| 9       | 2       | «La mujer duende»        | Jaime Chávarri           | El Gran Wyoming, Joan Potau              | Rosario Flores, El Gran Wyoming, Pepa López, Roberto Cairo, Javier Albalá                                                         |
| 10      | 3       | «La mujer impuntual»     | Jaime Botella            | Martín Casariego                         | Aitana Sánchez-Gijón, Pere Ponce, Tito Valverde, Cayetana Guillén Cuervo, Marc Martínez, Enrique Simón                            |
| 11      | 4       | «La mujer gafe»          | Imanol Uribe             | Joan Potau                               | Emma Suárez, Enrique San Francisco, Javier Gurruchaga, Loles León, Marta Fernández Muro, Eva León, Álex Angulo                    |
| 12      | 5       | «La mujer vacía»         | Manuel Iborra            | Manuel Iborra                            | Verónica Forqué, Antonio Resines, Enrique San Francisco, Valeriano Andrés, Torrebruno, Ana María Ventura, Cayetana Guillén Cuervo |
| 13      | 6       | «Las mujeres de mi vida» | Fernando Fernán Gómez    | Fernando Fernán Gómez, Fernando Trueba   | Fernando Fernán Gómez, Alejandra Grepi, María Luisa San José, Manuel Alexandre, Agustín González, Lola Lemos                      |